# بی‌مبالاتی‌های بتی
بی‌مبالاتی‌های بتی (به انگلیسی: Indiscretions of Betty) یک فیلم صامت کمدی کوتاه آمریکایی است که در سال ۱۹۱۰ منتشر شد. وضعیت این فیلم امروزه نامشخص است. یک سال بعد میبل نورماند در فیلم بیداری او به کارگردانی دی. دبلیو. گریفیث بازی کرد.